# 蘸醬菜
蘸酱菜是一种东北家常菜肴。一般用各类蔬菜（如黄瓜、生菜、大葱、胡萝卜、尖椒等）洗净之后直接蘸大酱食用，通常会搭配干豆腐皮卷食。这种食用方式最大程度的保留了食材原有的营养价值和味道。